# Kalikajar (Kaligondang)
Kalikajar is een bestuurslaag in het regentschap Purbalingga van de provincie Midden-Java, Indonesië. Kalikajar telt 4029 inwoners (volkstelling 2010).